# Thryssa
Thryssa là một chi cá cơm trong họ Engraulidae.

## Các loài
Hiện tại người ta công nhận 24 loài trong chi này.
- Thryssa adelae (Rutter, 1897)
- Thryssa aestuaria (J. D. Ogilby, 1910)
- Thryssa baelama (Forsskål, 1775)
- Thryssa brevicauda T. R. Roberts, 1978
- Thryssa chefuensis (Günther, 1874)
- Thryssa dayi Wongratana, 1983
- Thryssa dussumieri (Valenciennes, 1848): Cá lẹp đỏ.[4]
- Thryssa encrasicholoides (Bleeker, 1852)
- Thryssa gautamiensis Babu Rao, 1971
- Thryssa hamiltonii J. E. Gray, 1835: Cá rớp[5], cá lẹp quai, cá lẹp sắc, cá lẹp đỏ.[4]
- Thryssa kammalensis (Bleeker, 1849)[4]
- Thryssa kammalensoides Wongratana, 1983
- Thryssa malabarica (Bloch, 1795)
- Thryssa marasriae Wongratana, 1987
- Thryssa mystax (Bloch & J. G. Schneider, 1801): Cá lẹp hai quai[4][5]
- Thryssa polybranchialis Wongratana, 1983
- Thryssa purava (F. Hamilton, 1822)
- Thryssa rastrosa T. R. Roberts, 1978
- Thryssa scratchleyi (E. P. Ramsay & J. D. Ogilby, 1886)
- Thryssa setirostris (Broussonet, 1782): Cá lẹp hàm dài[4][5]
- Thryssa spinidens (D. S. Jordan & Seale, 1925)
- Thryssa stenosoma Wongratana, 1983
- Thryssa vitrirostris (Gilchrist & W. W. Thompson, 1908)
- Thryssa whiteheadi Wongratana, 1983